# Behár György
Behár György (Budapest, 1914. március 3. – Budapest, 1995. március 3.) Erkel Ferenc-díjas és Huszka Jenő-díjas magyar zeneszerző, karnagy, rádiós és televíziós szerkesztő.

## Életpályája
1936-ban szerzett diplomát a Zeneakadémián. Mesterei Siklós Albert, Weiner Leó és Molnár Antal voltak. Sokoldalú művészként, a zenei stílusok többféle műfajában alkotott. Zenei érdeklődése leginkább a könnyebb műfajok felé vezette, írt népszerű slágerzenét, rádió- és tv-játékhoz, filmekhez kísérőzenét, de klasszikus zenei gyökereihez hű maradt, komponált szimfonikus és kamaraműveket is. Musicalszerzőként is sikeres volt. 1951 és 1957 között a Hanglemezgyártó Vállalat művészeti vezetőjeként dolgozott. majd a Magyar Rádió és a Magyar Televízió zenei szerkesztője. 1967 és 1974 között a Miskolci Nemzeti Színház karmestere volt. Számos daloskönyve, kottája jelent meg. 1965-ben Erkel Ferenc-díjat, 1994-ben Huszka Jenő-díjat kapott.

## Műveiből válogatás
- A Doktor úr meggyógyul (rádió operett)
- Fogad 3-5-ig (zenés vígjáték)
- Tersánszky Józsi Jenő: Kakuk Marci (kísérőzene)

Klasszikus zenéiből:
- Bolero
- Diverimento
- Magyar képek

Színpadi művei:
- Játsszunk valami mást! – Főszerepben: Lakatos Gabriella (Tarka Színpad)
- Fekete rózsa (Kaposvári Csiky Gergely Színház)
- Éjféli randevú (Pécsi Nemzeti Színház; Kecskeméti Katona József Színház; Szolnoki Szigligeti Színház; Miskolci Nemzeti Színház; Debreceni Csokonai Színház)
- Toledói szerelmesek (Fővárosi Operettszínház)
- Susmus (Békés Megyei Jókai Színház; Pécsi Nemzeti Színház; Kaposvári Csiky Gergely Színház; Kecskeméti Katona József Színház)
- Professzor az alvilágban (Békés Megyei Jókai Színház)

Ismertebb slágerei, táncdalai:
- Szemembe nézz
- Néha az kell, hogy dédelgess
- Szállnak a darvak
- Egy, velem ugye könnyen megy
- Túl minden bolondos álmon
- Úgy szeress

## Filmográfia
Az alábbi filmek zeneszerzője:
- Férjhez menni tilos! (1964)
- Közbejött apróság (1966)
- A férfi egészen más (1966)
- Barbárok (1966)
- Othello Gyulaházán (1966)
- Sárga rózsa (1968)
- Ami szívemen, a számon (tv műsor)
- A halálraítélt (1990)

## Lemezei
- Hungarian Suite – KPM 217A-223B (A-oldal) (1966)[1]
- Music Of The Nations Volume 1 – Hungary (LP) KPM 1023 (1968)
- Zerkovitz dalok – Az Állami Hangversenyzenekart Behár György vezényli  – (LP) Qualiton – LPX 16561 (1969)
- Woodwind (LP) KPM 114 (1974)
- Gemini Suite – Russian Suite – Rumanian Suite (LP) KPM 1184 (1976)
- Ami szívemen, a számon (Behár György Dalai) (LP) Pepita SLPM 17793 (1983)